# Макаронезийская область
Макаронезийская область — область во флористическом районировании в биогеографии. Входит как составная часть в Древнесредиземноморское подцарство. Эта область (см. Макаронезия) включает ряд островов Атлантики, расположенных вблизи берегов Африки и юго-западной оконечности Европы: Азорские, Канарские, Зеленого Мыса (Кабо-Верде), Мадейра и Селваженш.
Климат области — тропический и субэкваториальный.
Флора этой области характеризуется небольшим числом эндемичных родов (30), но здесь очень много эндемичных видов (650).
Особенно характерны для этой области вечнозеленые лавровые леса из канарского лавра, которые, как показывают данные палеоботаники, близки к миоценовым и плиоценовым лесам Европы.
Другие широко распространенные породы — падуб канарский, финик канарский.